# César Díaz Escobar
César Antonio Díaz Escobar (* 20. Juni 1975 in Santiago de Chile) ist ein ehemaliger chilenischer Fußballspieler. Der Stürmer wurde in der Clausura 2005 Torschützenkönig.

## Karriere
César Díaz begann in der Tercera División beim CSD Compañía de Teléfonos de Chile und wechselte 1994 in die Primera División zum CD Palestino, wo er im Alter von 19 Jahren sein Profidebüt gab. In seinen 17 Jahren spielte er in der ersten und zweiten Liga Chiles, unter anderem für CD Cobreloa, Audax Italiano, Deportes Temuco, CD Cobresal, Deportes Melipilla und Curicó Unido. Seine Karriere beendete Díaz bei Deportes Antofagasta, mit denen er in seinem letzten Jahr Meister der Primera B wurde. Sein letztes Pflichtspieltor erzielte er im September 2011 beim 5:0-Erfolg über Deportes Copiapó.
Sein größter Erfolg als Spieler war beim CD Cobresal, als er mit 13 Toren gemeinsam mit Cristián Montecinos von Deportes Concepción und Gonzalo Fierro von Audax Italiano Torschützenkönig der Clausura 2005 wurde.

## Erfolge
Deportes Antofagasta
- Meister der Primera B: 2011

## Auszeichnungen
- Torschützenkönig der Primera División: 2005-C